# Léo Brassard
Le frère Léo Brassard (Chicoutimi, 21 janvier 1925 – Joliette, 22 février 2006) est un enseignant naturaliste, pionnier de la vulgarisation et de l’éducation scientifiques au Québec,.

## Biographie
Né dans la paroisse Saint-François-Xavier à Chicoutimi, Léo Brassard entre chez les Clercs de Saint-Viateur de Joliette en 1948 après un bref séjour chez les jésuites. Après des études au Séminaire de Chicoutimi, il suit une formation en pédagogie et sciences naturelles à l'École Normale Secondaire de Montréal alors affiliée à l'Université de Montréal. De 1950 à 1962, il est professeur de sciences naturelles et d'écologie au Séminaire de Joliette.
C'est en 1950 qu'il fonde Le Viateur Naturaliste édité à Joliette par les Clercs de Saint-Viateur. La revue, qui a pour but de promouvoir la découverte de la nature auprès des enfants, est associée aux Cercles des jeunes naturalistes. Le Viateur Naturaliste sera suivi en 1951 par Le Jeune naturaliste  (ISSN 0447-6956) qui paraîtra mensuellement de janvier 1951 à juin 1962. À la fin de 1962, Le Jeune naturaliste sera remplacé par Le Jeune scientifique  (ISSN 0317-400X), édité par Presses de l'Université du Québec, qui paraîtra jusqu'en 1969 avant de devenir Québec Science.
En 1955, Léo Brassard fonde les camps d’été des Jeunes Explos qui prendront le nom d'Explos-Nature en 1999. Il soutint cette œuvre jusqu'à sa retraite en 1995.
En 1990, on lui décerne le prix ACFAS/Northern Télécom pour l'enseignement des sciences et en 1994 il reçoit le prix Michael Smith pour la promotion des sciences.

## Publications
- Léo Brassard, L'homme et les animaux : manuel de zoologie pour 8e et 9e années, Montréal, Centre de psychologie et de pédagogie, 1960 (OCLC 49093565), p. 135
- Léo Brassard, L'homme et les animaux : manuel de zoologie pour 8e et 9e années (guide du maître), Montréal, Centre de psychologie et de pédagogie, 1960 (OCLC 49150230), p. 51
- Léo Brassard, Les Plantes : manuel de botanique pour 8e et 9e années, Montréal, Centre de psychologie et de pédagogie, 1960 (OCLC 49115135), p. 141
- Léo Brassard, Les plantes, manuel de botanique pour 8e et 9e années : livre du maître, Montréal, Centre de psychologie et de pédagogie, 1960 (OCLC 49026871), p. 49
- Gérard Drainville, L.-Marie Lalancette et Léo Brassard, Liste préliminaire d'invertébrés marins du fjord du Saguenay recueillis de 1958 à 1970 par le Camp des jeunes explorateurs, Québec, Ministère de l'Industrie et du Commerce, Direction générale des pêches maritimes, Direction de la recherche, 1978 (OCLC 299675939), p. 27